# گنجی مونوگاتاری اماکی

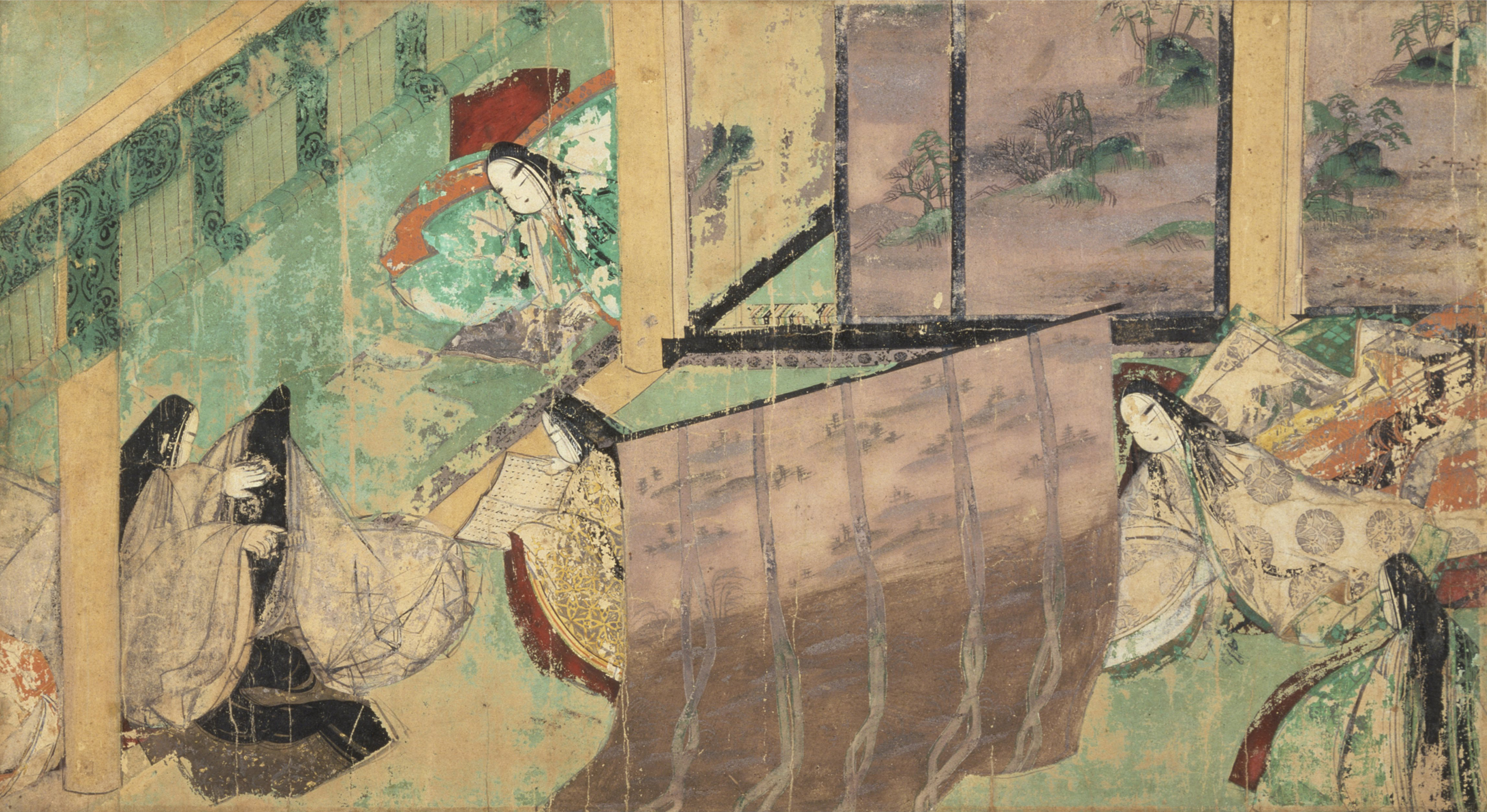
صحنه ای از آزومایا از طومار متعلق به موزه هنر توکوگاوا

گنجی مونوگاتاری اٍماکی (به ژاپنی: 源氏物語絵巻 Genji Monogatari Emaki) به معنی طومار تصویری داستان گنجی یک طوماردست معروف از ادبیات ژاپن، داستان گنجی تولید شده در طول قرن دوازدهم دوره هی‌آن، شاید تولید شده در سال  ۱۱۲۰–۱۱۴۰ میلادی  است.